# 龜塚古墳群
龜塚古墳群（日语：／ Kamedukakofungun）是位於日本熊本縣球磨郡錦町的一處古墳群，其中1號墳為熊本縣指定史跡，2號墳則是錦町指定史跡。

## 概要
古墳群位處熊本縣南面，九州山地延伸部分的台地北邊，由3座前方後圓墳組成，為人吉、球磨地方內唯一的前方後圓墳，亦是熊本縣最南的前方後圓墳。出土文物和建造時期均不明。1號墳是古墳群內最北的古墳，墳丘長約45米，後圓部分直徑約23米，以南北方向為主軸，前方部分朝北。有傳出土了直刀、鐙和土器，但是現況不明。2號墳是古墳群內最西的古墳，墳丘長約45米，後圓部分直徑約30米，以南北方向為主軸，前方部分朝北。3號墳是古墳群內最南的古墳，墳丘長約50米，後圓部分直徑約25米，以東西方向為主軸，前方部分朝北。前方部分與後圓部分之間並不相連。
1976年，1號墳的古墳域成為熊本縣指定史墳，2號墳的古墳域則在1989年成為錦町指定史跡。

## 文化財

### 熊本縣指定文化財
- 史跡
  - 龜塚古墳群1號墳 - 1976年3月23日指定[4][3]。

### 錦町指定文化財
- 史跡
  - 龜塚古墳群2號墳 - 1989年2月10日指定[3]。